# Солтановський Микола Олександрович
Мико́ла Олекса́ндрович Солтано́вський (1895, місто Київ — 22 листопада 1921, містечко Базар, Базарська волость, Овруцький повіт, Волинська губернія) — хорунжий Армії УНР, писар 1-ї сотні 1-го куреня 1-ї бригади 4-ї Київської дивізії Армії УНР, Герой Другого Зимового походу.

## Життєпис
Народився у 1895 році у місті Київ в українській селянській родині. Родина (батько, мати і дружина) мешкала в селі Красногірка Голованівської волості Балтського повіту Подільської губернії.
Освіту вказав як «сільську».
Працював писарем.
Не входив до жодної партії.
Служив в Армії УНР з 1920 року.
Під час Другого Зимового походу — писар 1-ї сотні 1-го куреня 1-ї бригади 4-ї Київської дивізії.
Мав військове звання «хорунжий».
Потрапив у полон 16 листопада 1921 під містом Базар.
Розстріляний більшовиками 22 листопада 1921 року у місті Базар.
Реабілітований 25 березня 1998 року.

## Вшанування пам'яті
- Його ім'я вибите серед інших на Меморіалі Героїв Базару.